# 本妙院 (松平正容側室)
本妙院（ほんみょういん、宝永7年（1710年） - 享保17年7月13日（1732年9月1日））は、陸奥会津藩3代藩主・松平正容の側室。4代藩主・松平容貞の生母。父は塩見平右衛門行重。名は伊知、市、のちに美崎。家臣に妻として下げ渡された後、城に戻された拝領妻として知られる。

## 生涯
宝永7年（1710年）、江戸に生まれる。享保8年（1723年）、14歳のとき、会津藩の江戸藩邸にて藩主正容の継室・お祐の方の女中となった。容姿端麗の上、小唄三味線と得意とした。会津在国中の側室に選ばれて会津に下り、正容の側室となった。翌享保9年（1724年）8月、正容の八男・容貞を産む。
しかし、約1年半後の享保10年（1725年）10月には、容貞から引き離され、物頭・笹原伊三郎忠義の嫡子、与五右衛門忠一に嫁がされた。笹原家では一度は深く辞退したが、藩主の御内意であると強く申し伝えられ、都合が悪ければ離縁して実家の塩原家に返してもいい、同輩の中から娶ったものと同じく心得て、何事にも心遣いはしなくともいい、と告げられて、強いて辞退する言葉もなく、拝領を受け入れた。結婚後、24歳の忠一と16歳の伊知は仲睦まじい夫婦となった。伊知は気配りの利く性格で、舅姑にも孝行を尽くし、家計を助けるため自ら裁縫調食した。2年後には女子・富が生まれた。
ところが、享保12年（1727年）3月、正容の嫡子となっていた三男正甫が死去。3か月前に五男の正房も死去していたため、伊知の産んだ容貞が嫡子となった。これにより、嫡子生母が一家臣の妻という都合の悪い状況となった。
9月、伊知は召し出しにより城に呼ばれ、そのまま病になったということで、城に逗留していた。藩の重臣たちは、一方的に伊知を召し返しては武士として笹原家の誇りを傷つけるものであり、笹原家より離縁状を出させるのが良いと考え、まず御側医を介し離縁を勧めた。しかし、笹原父子は主君より賜った妻を離別することは不敬に当たるとして、離縁を断った。使者が若君の御為と押し迫ると、若君の御為と言うのであれば、五年なり十年なり、一生でも奥に差し置かせるが、離縁だけはする意思のないことを述べた。さらに、伊知が取り上げられたまま離縁せよというのでは武士の面目が立たないので、ひとまず伊知を笹原家へ返してほしいと願い出た。藩側と笹原家の押し問答は2か月近く続き、重臣たちはついに笹原父子の訴えを藩主正容の耳に入れた。笹原父子は調べのため、それぞれ家臣のところに預けられた。忠一は調べに際し、伊知が奥を出て笹原家に帰る意志のないことを聞かされても、一旦伊知を家に返してほしい、その上で返上願いを出したい旨を申し述べたが、無駄であった。
12月5日、ついに笹原父子には、「妻離縁の儀、厚き思召しを以て御内意仰出され候処、父子の違反不届至極に思召し、蟄居仰付けられる旨」が言い渡され、笹原家は改易、禄を没収された。父忠義、長男忠一、次男丈助は、滝沢組長原村に幽閉という処分が下された。家族も罪に連座して会津居住を差し止められ、親族までも咎めを受けた。ただ三男文蔵は、役を召し上げられたが四人扶持が下された。
その後、父忠義は享保14年（1729年）7月13日幽閉のまま死没。翌享保15年（1730年）12月、忠一と丈助は幽閉が説かれ、弟文蔵に引き渡されて謹慎となった。忠一はその後世に出ることもなく、64歳で没した。
笹原家が改易となったため、伊知は正式に城の奥に召し返され、老女並として月俸十人扶持を受け、美崎の方と称された。享保13年（1728年）、容貞の袴着の祝いが行われたが、伊知が生母であることを公式にされなかったため、祝いの席には参列できなかった。その春、容貞は嫡子として江戸に上ったが、伊知は会津に残された。
享保16年（1731年）9月、藩主・正容が死去したため、程なく実家の塩見家に引き取られた。替わって藩主となったのは7歳の容貞であるが、依然として生母とは知らされず、藩主生母の待遇は受けなかった。翌享保17年（1732年）1月13日、前々からの伊知の願いが叶えられ、笹原忠義の後家に三人扶持が与えられた。同年7月13日死去。享年23。舅の笹原忠義の五回忌の命日であったため、世間では、伊知が服毒したのではないかとの噂が立った。
伊知の死を巡って、藩主である容貞に知らせるべきか、幕府に忌服届を出すべきかどうか論議され、結局、容貞は定式の忌服を受けることとし、その旨を老中に届け出て、将軍家からも弔問の使者が遣わされた。死によって初めて藩主・容貞の生母として遇され、継室に準じる扱いがされ、会津院内山へ埋葬、霊牌は浄光寺に置かれた。
元文4年（1739年）、容貞が会津へ帰国し、伊知の墓に詣でた後、正室に準じて「様」と付けて称され、その後、継室の列に加えられた。